# U-Bahnhof Acoyte

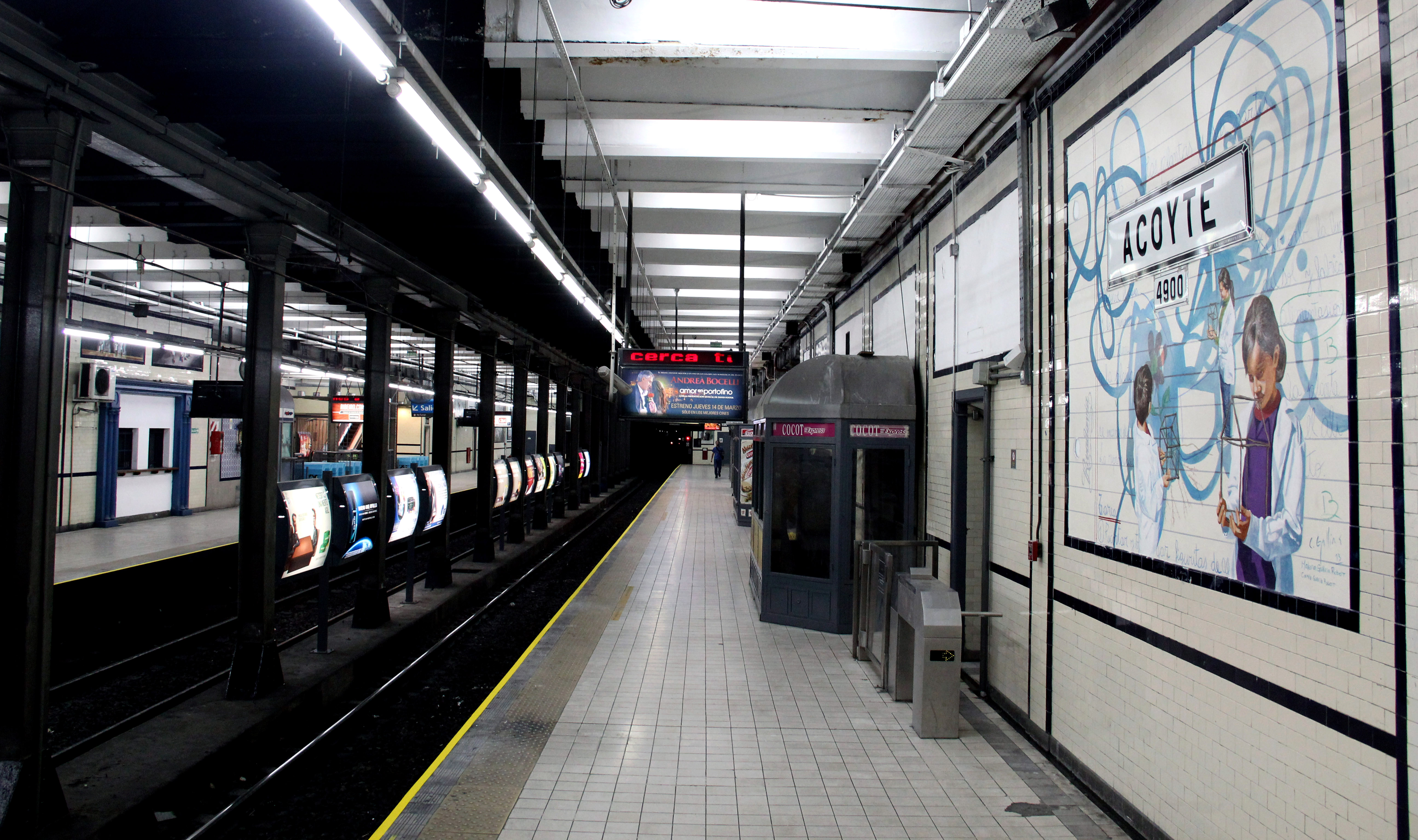
Blick auf einen der Seitenbahnsteige des U-Bahnhofes

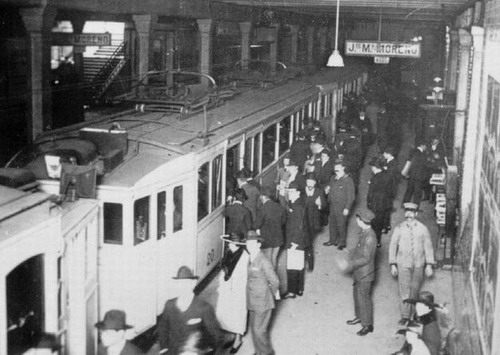
Bahnhof Acoyte im Jahr 1924

Der U-Bahnhof Acoyte ist eine Station der Linie A der Subterráneos de Buenos Aires und ist Teil des Abschnittes Río de Janeiro–Caballito (heute Primera Junta), der am 14. Juli 1914 als Verlängerung eröffnet wurde. Der U-Bahnhof befindet sich unterhalb der Avenida Rivadavia an der Kreuzung mit der Avenida Acoyte / Avenida José Mariano Moreno. Der Bahnhof (bzw. die namensgebende Straße) ist nach der Schlacht bei Acoyte benannt, bei der am 11. Februar 1818 eine kleine Gruppe Gauchos unter Bonifacio Ruiz de los Llanos 200 Mann der spanischen Armee unter Pedro Antonio Olañeta geschlagen haben sollen.
Wie die meisten U-Bahnhöfe der Strecke, erhielt auch dieser Bahnhof zwei 100 Meter lange Seitenbahnsteige. Als Kennfarbe für das Bahnsteigmobiliar, Säulen und Zierleisten wurde Schwarzblau gewählt, während die Wände in weiß gefliest wurden.

## Anbindung
Am U-Bahnhof bestehen Umsteigemöglichkeit zu zahlreichen Bussen (colectivos).
| Linie | Verlauf |
| ----- | --- |
|       | Plaza de Mayo – Perú – Piedras – Lima – Sáenz Peña – Congreso – Pasco – Alberti – Plaza Miserere – Loria – Castro Barros – Río de Janeiro – Acoyte – Primera Junta – Puán – Carabobo – San José de Flores – San Pedrito |